# Code de l'éducation
En droit français, le Code de l'éducation rassemble les dispositions législatives et réglementaires (adoptées par décrets) relatives à l'éducation : le droit de l'éducation. 
Il peut être consulté sur le site Légifrance où il est régulièrement mis à jour.
Publié pour la première fois en juin 2000, soit plus d'un siècle après les Lois Jules Ferry, il n'a fait l'objet d'aucune discussion publique sur la nécessité de rassembler dans un code juridique les textes relatifs à l’Éducation. C'est Lionel Jospin, en février 1991 qui le premier a mentionné le principe d'un code de l’Éducation. Claude Allègre, en arrivant au ministère de l’Éducation, en juillet 1997, reprit à son compte le projet et finalement c'est Jack Lang qui le présenta.
Après avoir présenté les principes généraux de l'éducation et l'administration de l'éducation, le code énonce les dispositions concernant les enseignements scolaires puis les enseignements supérieurs en traitant dans les deux cas de l'organisation des enseignements, des établissements d'enseignement et de la vie scolaire ou universitaire ; il se termine par les dispositions sur les personnels.

## Présentation du code de l'éducation
Dans le cadre du processus de codification, le ministre de l'Éducation nationale, Lionel Jospin, après avoir fait adopter la loi d'orientation sur l'éducation de 1989, a décidé en 1991 de rassembler les dispositions législatives (partie L) et réglementaires (décrets) concernant l’éducation alors considérée comme la « première priorité nationale » (art. 1er de la loi de 1989, devenu article L.111-1 du Code de l’éducation) dans un Code de l'éducation.

### La notion d'éducation
Cela supposait que soit d’abord définie la notion d’éducation dont l’objectif est de permettre à chacun « de développer sa personnalité, d’élever son niveau de formation initiale et continue, de s’insérer dans la vie sociale et professionnelle, d’exercer sa citoyenneté » (L.111-1, al.4) ; en deçà des objectifs que lui fixe la loi, elle peut faire l’objet d’une double approche, matérielle et organique ; dans un premier sens, elle englobe l’instruction (obligatoire), l’enseignement (scolaire ou supérieur, agricole ou maritime), comme les formations qui, au pluriel peuvent être technologiques, professionnelles ou universitaires, au singulier « permanente », organisées « tout au long de la vie » ; dans un second, elle fait référence à l’Éducation nationale dont le ministre peut voir sa compétence élargie à l’enseignement supérieur (et à la recherche) mais relève aussi d’autres départements ministériels lorsqu’il s’agit de l’enseignement agricole ou maritime, des lycées militaires, des enseignements artistiques ou des formations sportives.

### Les textes rassemblés
Ces différents éléments ont été pris en compte pour rassembler les textes qui ont servi de matériaux à la codification. Une centaine de lois dont les grands textes fondateurs de la IIIe République ont ainsi fait l’objet d’une nouvelle , dite « à droit constant » permettant d’améliorer la cohérence rédactionnelle et de respecter la hiérarchie des normes sans introduire de modification de fond. La structure du code a notamment été commandée par des textes qui venaient d’être adoptés, la loi Savary de 1984 pour l’enseignement supérieur, la loi d’orientation ou loi Jospin de 1989 pour l’enseignement scolaire. La partie législative du code a été publiée en 2000. Au gré des alternances politiques, des modifications régulières, parfois importantes, ont été introduites : tel a été le cas avec la loi Fillon sur l’avenir de l’école de 2005 ; la loi Pécresse LRU (libertés et responsabilités universitaires) de 2007, la loi Peillon de refondation de l'École de la République et la loi Fioraso ESR (enseignement supérieur et recherche) adoptées l'une et l'autre en juillet 2013. La partie réglementaire a fait l’objet d’un travail progressif qui s’est achevé en 2015.

### Le contenu des articles.
Les dispositions législatives qui selon l’article 34 de la Constitution fixent « les principes fondamentaux de l’enseignement » et les dispositions réglementaires adoptés par décrets ont été classées en quatre parties (Dispositions générales et communes/Enseignements scolaires/Enseignements supérieurs/personnels) détaillées en neuf livres qui regroupent des articles au contenu divers. Si certains sont d’ordre proclamatoire (« La formation scolaire favorise l’épanouissement de l’enfant…L.111-2 ; « L’éducation physique et sportive…contribue à la lutte contre l’échec scolaire » L.121-5 ; « L’architecture scolaire a une fonction éducative » L.521-4), d’autres ont une portée normative incontestable soit qu’ils protègent (en conférant des droits et en organisant des garanties, notamment en prévoyant tant des recours administratifs ou juridictionnels que des aides financières) soit qu’elles interdisent certains comportements (par exemple, le port dans les écoles, collèges et lycées publics de signes ou tenues manifestant ostensiblement une appartenance religieuse, L.141-5-1, loi de 2004; interdiction du téléphone portable dans les écoles et collèges, L.511-5) ou punissent en prévoyant des sanctions disciplinaires ou en rappelant les sanctions pénales encourues : fraude aux examens, bizutage… ; d’autres normes habilitent des personnes à agir dans le domaine éducatif, reconnaissant (pour le représentant de l’État ou les organes des collectivités territoriales) ou fondant leur autorité administrative (c’est notamment le cas des autorités académiques, notamment le recteur d’académie, ou des organes chargés de l’administration des établissements).

### Les textes non codifiés
Le code de l’éducation ne couvre pas à lui seul l’ensemble des règles applicables au domaine éducatif en France. Certaines textes régissant le droit de l'éducation restent non codifiés.
Selon un auteur, d'autres codes interviennent :
- code pénal : infractions liées à l’éducation (harcèlement, absentéisme, menaces contre enseignants…).
- code des collectivités territoriales : organisation des écoles, collèges et lycées par les collectivités locales.
- code de l’action sociale et des familles : droits des enfants en situation de handicap.
- code du travail : formation professionnelle et encadrement du personnel des établissements privés.
- code général de la fonction publique : statut des enseignants du public.
- code civil et de la consommation : responsabilité des enseignants, contrats avec les écoles privées et protection des élèves-consommateurs.
- code de commerce : encadrement des écoles de commerce et établissements consulaires.
- code des relations entre le public et l’administration : règles de procédure administrative (motivation des décisions, accès aux documents…).

Les codes suivants sont également mobilisés dans une moindre mesure :
- code de la santé publique : santé scolaire, contraception, études médicales.
- code rural : alimentation biologique dans les cantines.
- code de la sécurité intérieure : sécurité dans les établissements.
- code du sport : activités sportives scolaires.
- code de la sécurité sociale : couverture santé des étudiants.
- code de la propriété intellectuelle : droits d’auteur liés aux productions éducatives.
- loi de 1901 : associations de parents d’élèves, structures associatives scolaires.

## Le plan du Code de l'éducation
Le code de l'éducation regroupe neuf livres regroupés en quatre parties :

### Première partie: Dispositions générales et communes
- Livre Ier : principes généraux de l'éducation (dont droit à l'éducation, objectifs et missions du service public, l'obligation scolaire, gratuité, laïcité, liberté de l'enseignement)
- Livre II : l'administration de l'éducation (compétences de l'État, de la région, du département, de la commune, organismes consultatifs, médiateurs)

### Deuxième partie: Enseignements scolaires
- Livre III : l'organisation des enseignements scolaires
- Livre IV : les établissements d'enseignement scolaire (écoles publiques, EPLE, établissements privés)
- Livre V : la vie scolaire (obligations et droits des élèves, organisation du temps scolaire, santé scolaire)

### Troisième partie: Enseignements supérieurs
- Livre VI : l'organisation des enseignements supérieurs (LMD, collation des grades)
- Livre VII : les établissements d'enseignement supérieur (EPSCP autonomie et contrôle)
- Livre VIII : la vie universitaire

### Quatrième partie: les personnels
- Livre IX : les personnels de l'éducation

## Les principes généraux (Livre I)

### Le droit à l'éducation (Titre I)
Issu de la loi d'orientation de 1989, plusieurs fois remanié, le premier article du Code (L.111-1) considère que « L'éducation est la première priorité nationale ». « Le service public de l'éducation est conçu et organisé en fonction des élèves et des étudiants », contribue à l'« égalité des chances » et « veille à l'inclusion scolaire de tous les enfants, sans aucune distinction ». C'est sur le principe constitutionnel d'égalité qu'est fondé le « droit à l’éducation », notion que la loi tire de plusieurs instruments internationaux comme la Convention des droits de l'enfant ; ce droit est garanti à chacun par l'attribution éventuelle d'aides et de moyens qui peuvent être inégalement répartis pour tenir compte des difficultés territoriales, sociales ou de santé,; par ailleurs, loi Avenir de l'école de 2005 modifiée par la loi de refondation de l'école de la République de 2013 souligne la nécessité de « garantir à chaque élève les moyens nécessaires à l’acquisition d’un socle commun de connaissances, de compétences et de culture auquel contribue l’ensemble des enseignements » (L.122-1-1).

### Objectifs et missions du service public de l'enseignement (Titre II)
Les objectifs et missions du service public de l'enseignement sont énoncés par une série d'articles pouvant être considérés comme une introduction aux enseignements scolaires (transmettre des connaissances, favoriser la mixité et l'égalité, lutter contre l'illettrisme, assurer la maîtrise de la langue française, préparer les élèves à vivre en société et en citoyens libres et responsable...) et aux enseignements supérieurs.

### L'obligation scolaire, la gratuité et l'accueil des élèves des écoles maternelles et élémentaires (Titre III)
« L'instruction est obligatoire pour les enfants des deux sexes, français et étrangers, entre six et seize ans » (L.131-1) ; elle est prioritairement donnée dans les établissements publics et privés mais peut être assurée dans les familles et fait l'objet d'un contrôle (L.131-2 et s) ; si la gratuité est le corollaire de l'obligation scolaire (L.132-1), son champ est plus large, s'étendant aux classes maternelles (L.132-1) et à la poursuite de scolarité, notamment en lycée (L.132-2). 
L'enseignement public dispensé dans les écoles maternelles et les classes enfantines et pendant la période d'obligation scolaire...est gratuit (loi de 1886; il en est de même de la scolarisation publique après seize ans).

### La laïcité de l'enseignement public (Titre IV)
L’organisation de l’enseignement public gratuit et laïque à tous les degrés étant un devoir d’État (Préambule de la constitution de 1946, rappelé par L.141-1), les élèves reçoivent un enseignement dans le respect de leurs croyances (liberté de conscience); le service public est organisé pour respecter la liberté des cultes (L.141-2 et s); les enseignants sont tenus à une stricte obligation de neutralité; depuis la loi de 2004, « dans les écoles, les collèges et les lycées publics, le port de signes ou tenues par lesquels les élèves manifestent ostensiblement une appartenance religieuse est interdit »(L.141-5-1). Cette interdiction ne s’applique ni aux établissements privés ni aux universités même si « le service public de l’enseignement supérieur est laïque et indépendant de toute emprise politique, économique religieuse ou idéologique » (L.141-6). Ces principes ont été rappelés par la Charte de la laïcité à l’école figurant en annexe d’une circulaire de 2013 relative aux valeurs et symboles de la République.

### La liberté de l'enseignement (Titre V)
L’État proclame et respecte la liberté de l'enseignement et en garantit l'exercice aux établissements privés régulièrement ouverts (L. 151-1 ; Loi Debré de 1959) (L.151-1), avec le concours des collectivités territoriales (L.151-2). Il s’agit tant des établissements du premier et du second degré (L.151-3) qui peuvent obtenir des locaux et subventions publiques dans la limite du 1/10e de leurs dépenses annuelles (L.151-4, loi Falloux de 1850) ; des établissements techniques (L.151-5, loi de 1919) et des établissements d’enseignement supérieur (L.151-6), loi de 1875).

## L'administration de l'éducation (livre II)

### La répartition des compétences (Titre I)
L'éducation est un service public national, dont l'organisation et le fonctionnement sont assurés par l'État. 
L’État définit les voies de formation, fixe les programmes nationaux, organise les enseignements ; définit et délivre les diplômes nationaux ; assure la collation des grades et titres universitaires ; recrute et gère le personnel enseignant ; répartit les moyens ; contrôle et évalue les politiques éducatives (L.211-1; loi de 2004). Cette compétence de principe de l’État s'applique sous réserve des compétences attribuées par le code de l'éducation aux collectivités territoriales associés au développement de ce service public. 
Depuis la Troisième République, toute commune doit être pourvue au moins d'une école élémentaire publique (loi Goblet, 18; L.212-28 ; la commune a la charge des écoles publiques (construction, équipement, fonctionnement, L212-4). 
De même, depuis la loi de décentralisation de 1983, le département a la charge des collèges (L.213-2) et la région des lycées (L.214-6).
Les transports scolaires qui étaient de la compétence du département ont été transférés à la région par la loi NOTRe de 2015. La région adopte le schéma prévisionnel des formations (L.214-1), définit un schéma régional de l'enseignement supérieur, de la recherche et de l'innovation (L.214-2), définit en lien avec l’État et met en œuvre le service public de l'orientation tout au long de la vie professionnelle(L.214-12, loi du 5 mars 2014) et négocie et conclut avec l’État le contrat de plan régional de développement des formations et de l'orientation professionnelle (L.214-13).
Les collectivités territoriales peuvent organiser des activités éducatives, sportives et culturelles facultatives (L.216-1).

### L'organisation des services de l'administration de l'éducation (Titre II)
Les services de l'administration centrale (ministère) comme les services académiques, départementaux et régionaux sont régis par la partie réglementaire qui divise la France en académies administrées par les recteurs, assistés des directeurs académiques des services de l'éducation nationale (DASEN), voir R.222-13 et s; depuis le regroupement des régions, a été instituée la fonction de recteur de région académique .

### Les organismes collégiaux nationaux et locaux (Titre III)
La loi a institué plusieurs organismes collégiaux à caractère consultatif : CSE, Conseil supérieur de l'éducation (L.231-1 et s), conseil supérieur des programmes (loi RER 2013, L.231-14), CNESER, Conseil national de l'enseignement supérieur et de la recherche (L.232-2 et s), Conférence des chefs d'établissement de l'enseignement supérieur (Loi LRU 2007, L.233-1 et s) et sur le plan local CAEN, conseil académique de l'éducation nationale (L.234-1 et s) et CDEN, conseil départemental de l'éducation nationale (L.235-1 et s). Certains d'entre eux ont en outre une compétence disciplinaire; à ce titre le CNESER est une juridiction administrative spéciale compétente pour examiner en appel les décisions des sections disciplinaires des universités (L.232-2).

## L'organisation des enseignements scolaires (livre III)

### L'organisation générale des enseignements (Titre I)
Les enseignements sont organisés en cycles pour lesquels sont définis des objectifs et des programmes nationaux de formation comportant une progression régulière et des critères d’évaluation (L.311.1). La partie réglementaire fixe le nombre de cycles et leur durée (D.311-10 divisant la scolarité obligatoire en quatre cycles) comme l’organisation et le contenu des formations et l’autonomie dont disposent les écoles et établissements dans le domaine pédagogique (L.311-2). Les programmes fixés par arrêté définissent pour chaque cycle les connaissances et compétences à acquérir (L.311-3). Des dispositifs d’aide peuvent être mis en place à tout moment, notamment des programmes personnalisés de réussite éducative (L.311-3-1 ; loi AE 2005). Les programmes doivent faire connaître la diversité et la richesse des cultures représentées en France ; un enseignement moral et civique assure le respect de la personne, l’égalité, la laïcité (L.311-5, loi RER 2013). Les acquisitions font l'objet d'un contrôle continu; depuis 2013, le redoublement doit être exceptionnel (L.311-7, loi RER 2013). La partie réglementaire comporte des dispositions sur la NSF - nomenclature des spécialités de formation (articles D.311-1 et s) et le livret personnel de compétences (D.311-6 et s). Des dispositions propres à certaines matières d'enseignement (Éducation Physique et Sportive, arts, numérique, langue des signes, langues vivantes étrangères, langues et cultures régionales, défense, sécurité, enseignement moral et civique, santé et sexualité, alimentation, information sur les toxicomanies, environnement et développement durable) sont regroupées dans un chapitre 2 (L312-1 et s. ; D.312-1 et s).
Le droit au conseil en orientation et à l'information sur les enseignements et les professions fait partie du droit à l'éducation (L. 313-1) tant pour les élèves du public que du privé sous contrat (L.313-3). Le service public de l'orientation tout au long de la vie est placée sous l'autorité de la région (L.313-8).
Des expériences de recherche pédagogique peuvent se dérouler dans les établissements publics ou privés (L.314-1) dans des conditions qui peuvent être dérogatoires (D.314-1 et s) et doivent respecter le droit des élèves qui doivent pouvoir accéder à une école ou un établissement ne pratiquant pas d'expérimentation (L.314-2). La documentation pédagogique est assurée par le réseau Canopé (D.314-70 et s).

### L'enseignement du premier degré (Titre II)
L'article L.321-2 fixe la finalité de l'enseignement du premier degré qui suit un programme unique réparti en cycles, la formation dispensée permettant d'acquérir les fondamentaux : expression orale et écrite, lecture, calcul; elle dispense les éléments d'une culture historique, géographique, scientifique et technique; une éducation aux arts visuels et musicaux; l'enseignement d'une langue vivante étrangère; l'usage du numérique; le respect de la personne et des droits de l'enfant; conjointement avec la famille, l'éducation morale et civique , dont l'apprentissage de la Marseillaise (L. 321-3, loi RER 2013). Des aménagements particuliers et des actions de soutien sont prévues pour les élèves en difficulté comme pour ceux qui sont intellectuellement précoces; un enseignement adapté est organisé pour les difficultés les plus graves; des actions particulières sont prévues pour l'accueil des allophones (L. 321-4 ; D. 321- et s).

### Les enseignements du second degré (Titre III)
Les dispositions communes aux enseignements du second degré concernent d'abord les examens et diplômes nationaux (« L’État sanctionne par des diplômes nationaux les formations secondaires » (L. 331-1) ; « Les fraudes commises dans les examens et concours publics sont réprimées dans les conditions prévues par la loi du 23 décembre 1901 » (L. 331-3) ; ensuite la formation en alternance (s L. 331, périodes en entreprise ; L. 331-5, renvoi au code du travail- et la pratique sportive de haut niveau (L. 331-6) ; enfin la procédure d'orientation (L.331-8 La décision d'orientation est préparée par une observation continue de l'élève. Le choix de l'orientation est de la responsabilité de la famille ou de l'élève lorsqu'il est majeur. Tout désaccord avec la proposition du conseil de classe fait l'objet d'un entretien préalable à la décision du chef d’établissement. Si cette dernière n'est pas conforme à la demande de l'élève ou de sa famille, elle peut faire l'objet d'une procédure d'appel.
Les enseignements dispensés dans les collèges font l'objet des articles L.332-2 et s. ; permettant d'acquérir le socle commun de connaissances, de compétences et de culture (L.332-2, loi RER 2013), ils sont organisés sur quatre niveaux, la dernière année de scolarité pouvant préparer à une formation professionnelle (L.332-3) ; des aménagements particuliers, des actions de soutien sont prévus pour les élèves en difficulté; un enseignement adapté est organisé pour les difficultés les plus graves; des actions particulières sont prévues pour l'accueil des allophones (L.332-4); l'organisation de la formation au collège est traitée dans la partie réglementaire (D.332-1 et s modifiés par le décret du 18 novembre 2014); le diplôme national du brevet sanctionne la formation (L.332-6; D.332-16 et s).
Les enseignements dispensés dans les lycées' font l'objet de dispositions communes (L.333-1 et s ; D.331-1 et s); des dispositions propres sont consacrés aux enseignements conduisant au baccalauréat général (L.334-1 ; D 334-1 et s sur le baccalauréat général); aux formations technologiques et professionnelles (L.335-1 et s; voir notamment sur le label lycée des métiers, D.335-1 et s; sur la VAE, R.33565 et s ; le répertoire national des certifications professionnelles, R.335-12 et s, le label campus des métiers et des qualifications, D.335-33 et s), puis aux premières (L.336-1 et 2, voir sur le baccalauréat technologique, D.336-1 et s.) et aux secondes (L.337-1 et s; voir sur le CAP, D.337-1 et s; le BEP, D.337-26 et s; le baccalauréat professionnel, D.337-51 s).
L'enseignement agricole et maritime fait l'objet d'un seul article législatif (L.341-1 ; D.341-1 et s.).
Les enseignements pour les enfants et adolescents handicapés sont traités dans un titre V qui s'attache à leur scolarité (L.335-1, loi 2005 : principe de l'intégration avec possibilité d'adaptations; décision de la commission des droits et de l'autonomie des personnes handicapées; L.351-3, loi 2005 : aide individuelle; voir D.351-1 et s) et à la formation professionnelle et à l'apprentissage (L.352-1).
Un dernier titre est consacré aux enseignements préparant aux professions artistiques (L.361-1 et s ; R.361 et s) et sportives (L.361-1 et s ; R.363-1 et s.)

## Les établissements scolaires (Livre IV)

### Écoles et établissements publics (Titre I)
Dans chaque école et établissement d'enseignement scolaire public (collège et lycée), un projet d'école ou d'établissement (PE) est élaboré avec les représentants de la communauté éducative , pour une durée comprise entre trois et cinq ans, par le conseil d'école ou le conseil d'administration, sur proposition de l'équipe pédagogique de l'école ou du conseil pédagogique de l'établissement pour ce qui concerne sa partie pédagogique. Ce projet d'école définit les modalités particulières de mise en œuvre des objectifs et des programmes nationaux et précise les activités scolaires et périscolaires, qui y concourent. Il précise les voies et moyens qui sont mis en œuvre pour assurer la réussite de tous les élèves et pour associer les différents partenaires à cette fin. Il détermine également les modalités d'évaluation des résultats atteints (L. 401-1). Le règlement intérieur précise les conditions dans lesquelles est assuré le respect des droits et des devoirs de chacun (L.401-2). Un conseil école-collège est institué dans chaque secteur de recrutement (Loi 2013, L.401-4).

#### Les écoles maternelles et élémentaires
Un directeur veille à la bonne marche de l'école, assure la coordination du travail des maîtres et préside le conseil d'école (L.411-1). Les écoles régionales du premier degré, dotées d'un internat pour accueillir les enfants dont la famille est nomade ou dispersée, sont organisées comme les collèges et lycées (L.412-1).

#### Les collèges et lycées
Les collèges, les lycées et les établissements d'éducation spéciale sont des établissements publics locaux d'enseignement (EPLE) créés par arrêté du représentant de l'État sur proposition, selon le cas, du département, de la région (L. 421-1) ; ils sont administrés par un conseil d'administration (CA) à composition tripartite (administration/personnel, élèves et parents, L.421-2) et dirigés par un chef d'établissement (proviseur ou principal) nommé par l’État qu'il représente, qui préside le CA et exécute ses délibérations (L.411-3) ; le CA règle par ses délibérations les affaires de l'établissement : fixation des principes de mise en œuvre de l'autonomie pédagogique et éducative et des règles d'organisation, adopte le budget... (L.421-4). Un conseil pédagogique présidé par le chef d'établissement favorise la concertation entre professeurs et prépare la partie pédagogique du projet d'établissement (L.421-5); un comité d'éducation à la santé et à la citoyenneté (CESC) apporte son appui à la lutte contre l'exclusion (L.421-8).

### Établissements privés (Titre II)
L442-1 Dans les établissements privés qui ont passé un des contrats..., l'enseignement placé sous le régime du contrat est soumis au contrôle de l’État. L'établissement, tout en conservant son caractère propre, doit donner cet enseignement dans le respect total de la liberté de conscience. Tous les enfants sans distinction d'origine, d'opinion ou de croyances, y ont accès.
L442-5 Les établissements d'enseignement privés du premier et du second degré peuvent demander à passer avec l’État un contrat d'association à l'enseignement public, s'ils répondent à un besoin scolaire reconnu/... Le contrat d'association peut porter sur une partie ou sur la totalité des classes de l'établissement. Dans les classes faisant l'objet du contrat, l'enseignement est dispensé selon les règles et programmes de l'enseignement public. Il est confié, en accord avec la direction de l'établissement, soit à des maîtres de l'enseignement public, soit à des maîtres liés à l’État par contrat. Ces derniers, en leur qualité d'agent public, ne sont pas, au titre des fonctions pour lesquelles ils sont employés et rémunérés par l’État, liés par un contrat de travail à l'établissement au sein duquel l'enseignement leur est confié, dans le cadre de l'organisation arrêtée par le chef d'établissement, dans le respect du caractère propre de l'établissement et de la liberté de conscience des maîtres./ Les dépenses de fonctionnement des classes sous contrat sont prises en charge dans les mêmes conditions que celles des classes correspondantes de l'enseignement public./ Les établissements organisent librement toutes les activités extérieures au secteur sous contrat.
L471-4 Il est interdit d'effectuer des actes de démarchage ou de mandater des démarcheurs pour le compte d'organismes d'enseignement.

## La vie scolaire (Livre V)

### Les droits et obligations des élèves
- L.511-1: « les obligations consistent dans l’accomplissement des tâches inhérentes à leurs études ; elles incluent l’assiduité et le respect des règles de fonctionnement et de la vie collective des établissements ».
- L.511-2 : Dans les collèges et les lycées, les élèves disposent, dans le respect du pluralisme et du principe de neutralité, de la liberté d'information et de la liberté d'expression. L'exercice de ces libertés ne peut porter atteinte aux activités d'enseignement.

## L'organisation des enseignements supérieurs (Livre VI)
Article L612-3 modifié par LOI no 2013-660 du 22 juillet 2013 - art. 33
Le premier cycle est ouvert à tous les titulaires du baccalauréat et à ceux qui ont obtenu l'équivalence ou la dispense de ce grade.
Tout candidat est libre de s'inscrire dans l'établissement de son choix, sous réserve d'avoir, au préalable, sollicité une préinscription lui permettant de bénéficier du dispositif d'information et d'orientation dudit établissement, qui doit être établi en concertation avec les lycées. Il doit pouvoir, s'il le désire, être inscrit en fonction des formations existantes lors de cette inscription dans un établissement ayant son siège dans le ressort de l'académie où il a obtenu le baccalauréat ou son équivalent ou dans l'académie où est située sa résidence. Lorsque l'effectif des candidatures excède les capacités d'accueil d'un établissement, constatées par l'autorité administrative, les inscriptions sont prononcées, après avis du président de cet établissement, par le recteur chancelier, selon la réglementation établie par le ministre chargé de l'enseignement supérieur, en fonction du domicile, de la situation de famille du candidat et des préférences exprimées par celui-ci.
Les dispositions relatives à la répartition entre les établissements et les formations excluent toute sélection. Toutefois, une sélection peut être opérée, selon des modalités fixées par le ministre chargé de l'enseignement supérieur, pour l'accès aux sections de techniciens supérieurs, instituts, écoles et préparations à celles-ci, grands établissements au sens du titre Ier du livre VII, et tous établissements où l'admission est subordonnée à un concours national ou à un concours de recrutement de la fonction publique...
Article L612-6 L'admission dans les formations du deuxième cycle est ouverte à tous les titulaires des diplômes sanctionnant les études de premier cycle.
La liste limitative des formations dans lesquelles cette admission peut dépendre des capacités d'accueil des établissements et, éventuellement, être subordonnée au succès à un concours ou à l'examen du dossier du candidat, est établie par décret après avis du Conseil national de l'enseignement supérieur et de la recherche. La mise en place de ces formations prend en compte l'évolution prévisible des qualifications et des besoins, qui font l'objet d'une évaluation régionale et nationale.)

## Les établissements d'enseignement supérieur (Livre VII)

### Les établissements publics à caractère scientifique, culturel et professionnel (Titre I)
Les EPSCP sont des établissements publics nationaux jouissant de la personnalité morale et de l'autonomie pédagogique et scientifique, administrative et financière; gérés de façon démocratique, ils sont pluridisciplinaires. Les activités de formation, de recherche et de documentation font l'objet de contrats pluriannuels d'établissement négociés et conclus avec le ministère après évaluation par le Haut conseil de l'évaluation de l’enseignement supérieur et de la recherche (L.711-1). Les types d'EPSCP sont: les universités, les écoles et instituts extérieurs aux universités (L.715-1) ; les écoles normales supérieures (L.716-1), les écoles françaises à l'étranger (L.718-1), les grands établissements (L.717-1) et, depuis la loi de 2013, les communautés d'universités et d'établissements, COMUE (L.711-3) ; les EPSCP sont créés par décret après avis du CNESER (L.711-4). Les EPSCP déterminent leurs statuts et structures internes par délibérations statutaires de leur conseil d'administration (L.711-7). Le recteur d'académie, chancelier des universités, exerce en principe le contrôle de légalité des décisions et délibérations des organes statutaires des EPSCP (L.711-8).

### La gouvernance des universités (LRU 2007, modifié 2013)
L'administration des universités est assurée par les décisions du président, les délibérations du conseil d'administration et les avis et délibérations du conseil académique (Loi ESR 2013, L.712-1).Le président de l'université, élu par le conseil d'administration à la majorité absolue pour un mandat de quatre ans renouvelable une fois assure la direction de l'université et préside le conseil d'administration (L. 712-2 qui liste ses principales attributions en 9 rubriques); il est assisté d'un bureau qui comprend notamment les vice-présidents. Le conseil d'administration composé de (24 à 36) représentants élus des personnels et des usagers et de personnalités extérieures détermine la politique de l'établissement: approuve le contrat d'établissement, vote le budget... (L.712-3). Depuis la loi ESR de 2013, un conseil académique regroupe les membres de la commission de la recherche (L.712-5) et de la commission de la formation et de la vie universitaire (L.712-6); la section disciplinaires (L.712-6-2) et la section compétente pour l'examen des questions individuelles relatives au recrutement, à l'affectation et à la carrière des enseignants-chercheurs sont constituées en son sein; les statuts de l'établissement prévoient les modalités de désignation de son président qui peut être ou non le président de l'université(L.712-4) ; les décisions du conseil académique comportant une incidence financière sont approuvées par le conseil d'administration (L.712-6-1). la LRU de 2007 a prévu des responsabilités et compétences élargies (L.712-8 et s) bénéficiant aujourd'hui à l'ensemble des établissements.

### Les composantes des universités
Les universités regroupent d'une part des unités de formation et de recherche (UFR), des départements, laboratoires et centre de recherche créés par délibération du conseil d'administration, d'autre part des écoles et instituts créés par arrêté ministériel sur proposition ou après avis du conseil d'administration et du CNESER (L.713-1) ; il peut en outre exister des services communs pour les bibliothèques, la formation continue, SAIC.(L.714-1)

### La coopération et les regroupements des établissements
Dans le cadre de la politique de site, les établissements d'enseignement supérieur et les organismes de recherche partenaires coordonnent leur offre de formation et leur stratégie de recherche et de transfert (L.718-2). Les établissements peuvent demander leur fusion (L.718-6), être regroupés dans le cadre d'une communauté d'universités et d'établissements (L.718-7) ou s'associer en concluant des conventions de coopération (L.718-6).

### Dispositions communes
Des dispositions relatives à la composition des conseils (L.719-1 et s), au régime financier (L.719-4 et s) et les règles concernant le contrôle administratif et financier des établissements (L.719-7 et s).

### École Supérieure de Professorat et d'Éducation (Titre II)
La loi RER de 2013 a remplacé les IUFM par les ESPE ; elles sont constituées au sein d'un EPSCP ; créées sur proposition du conseil d'administration de l'établissement, elles sont accréditées par arrêté ministériel qui emporte habilitation à délivrer le diplôme national du master des métiers de l'enseignement, de l'éducation et de la formation (L.721-1) ; elles organisent la formation initiale des étudiants et des personnels et organisent des actions de formation continue (L.721-2) ; elles sont administrées par un conseil d'école et par un directeur nommé pour cinq ans par le ministre (L.712-3).

### Établissements d'Enseignement supérieur privés (Titre III)
L'ouverture d'un établissement d'enseignement supérieur est libre, sous réserve d'une déclaration (5L.731-1 et s) et d'un agrément préalable pour les formations médicales (loi ESR 2013) ; les établissements à but non lucratif concourant aux missions de service public peuvent être reconnus par l'État d'intérêt général pour la durée du contrat pluriannuel qu'il conclut avec l'État après évaluation nationale (L.732-1, loi ESR 2013).
Les derniers articles du livre visent les établissements d'enseignement supérieur à caractère administratif placés sous la tutelle du ministre chargé de l'enseignement supérieur (Titre IV) et les établissements d'enseignement supérieur spécialisés (Titre V): établissements agricoles et vétérinaires, écoles d'architecture, écoles de commerce, écoles supérieures militaires...
Nul ne peut être membre d'un conseil s'il a fait l'objet dune condamnation pour un crime ou un délit puni de plus d'un an d'emprisonnement (L.762-1). L'État peut confier la maîtrise d'ouvrage des constructions universitaires à un établissement; les établissements exercent les droits et obligations du propriétaire (sauf disposition et affectation des biens) à l'égard des biens qui leur sont affectés; ils peuvent conférer des droits réels à un tiers sous réserve de l'accord préalable de l'autorité compétente permettant d'assurer la continuité du service public (loi 2010; L.762-2). Les établissements peuvent confier par convention à des personnes privées la gestion des contrats de recherche, l'exploitation des brevets...(L.762-2).

## La vie universitaire (livre VIII)

### Les droits et obligations des usagers du service public de l'enseignement supérieur
Les usagers, bénéficiaires des services, étudiants, auditeurs ou stagiaires de la formation continue, disposent de la liberté d'information et d'expression à l'égard des problèmes politiques, économiques, sociaux et culturels. Ils exercent cette liberté à titre individuel et collectif, dans des conditions qui ne portent pas atteinte aux activités d'enseignement et de recherche et qui ne troublent pas l'ordre public. Des locaux sont mis à leur disposition (L.811-1). Les étudiants peuvent être associés par contrat au service universitaire (L.811-2). Les associations d'étudiants représentatives bénéficient d'aides à la formation des élus (L.811-3). Les usagers relèvent de la juridiction disciplinaire exercée par la section disciplinaire du conseil académique où ils sont représentés (L811-5 et s)

### Les aides aux étudiants (Titre II)
Les aides de l’État (bourses, prêts, garantie) et autres prestations sont dispensées par le réseau des œuvres universitaires (L.821-1 et s)

### La santé et la protection sociale des étudiants (Titre III)
Des services de médecine préventive et de promotion de la santé sont mis à la disposition des usagers (L.831-1);les étudiants bénéficient de la sécurité sociale dans les conditions prévues par le code de la sécurité sociale (L.832-1)

## Les personnels de l'éducation (livre IX)

### Dispositions générales (Titre I)
Par principe, les dispositions statutaires de la fonction publique de l'État s'appliquent aux personnels de l'éducation, sous réserve des dispositions du livre IX du Code de l'éducation (L.911-1). La responsabilité de l'État est substituée à celle des membres de l'enseignement public commis par les élèves qui leur sont confiés ou au détriment des élèves (L.911-4, loi du 5 avril 1937). La liberté pédagogique de l'enseignant s'exerce dans le respect des programmes et des instructions ministérielles dans le cadre du projet d'école ou d'établissement avec le conseil et sous le contrôle des membres des corps d'inspection (L.912-1-1, loi AE 2005). Les règles générales sur les conditions de service, les mesures de promotion et d'avancement, les mesures sociales et la formation sont applicables aux maîtres de l'enseignement privé des établissements privés sous contrat (L.914-1, loi Censi2005).
Des dispositions éparses sont consacrées aux personnels ATOSS (L.913-1), aux assistants d'éducation (L.914-7 et s), aux personnels du premier degré (Titre II) et du second degré (Titre III), aux personnels de d'inspection et de direction (Titre IV).

### Les personnels de l'enseignement supérieur (Titre V)
« Les enseignants-chercheurs, les enseignants et les chercheurs jouissent de la pleine indépendance et d'une entière liberté d'expression dans l'exercice de leurs fonctions d'enseignement et de leurs activités de recherche, sous les réserves que leur imposent, conformément aux traditions universitaires et aux dispositions du présent code, les principes de tolérance et d'objectivité » (L.952-2)/ les enseignants-chercheurs, les enseignants et les chercheurs ont compétence exclusive pour effectuer la répartition des fonctions d'enseignement et des activités de recherche (L.952-4). L'examen des questions individuelles relatives au recrutement, à l'affectation et à la carrière des enseignants chercheurs relève des seuls représentants des enseignants chercheurs et personnels assimilés (L.952-6). En cas de faute disciplinaire ils relèvent de la section disciplinaire du conseil académique de leur établissement dont les membres sont élus par leurs représentants élus (L.952-7).